# أسماء خليفة
أسماء خليفة هي ناشطة حقوقية ليبية وناشطة سلام تعمل في ليبيا واليمن وسوريا، وفازت بجائزة لوكسومبورغ في السلام في عام 2016، وعُدَّت ضمن أكثر 100 شخصية شابة أفريقية مؤثرة في عام 2017

## حياتها المهنية
وُلدت أسماء خليفة في زوارة، وهي من أصول أمازيغية، وتعمل على قضايا حقوق المرأة من قبل عام 2011 حينما أصبحت مُهتمة بعمل الشباب، وقد ركزت أكثر على تحقيق السلام في ليبيا وسوريا واليمن منذ عام 2014، وقد شمل عملها في ليبيا تحسين مشاركة المرأة في الحكومة المحلية، ومقاومة العنف ضد الجنس الآخر، وقد عملت كمستشارة لمنظمات غير حكومية ليبية لعمل مشروع لإيقاف زواج الأطفال كما أنها مدربة لمشروع شباب السلام الذي يُدار بواسطة مؤسسة طرابلس الخير، وأيضا فقد قامت بتوثيق الانتهاكات الجنسية العنيفة في سوريا، وقد قامت بمحاورة اللتجئات للبحث في الجوانب الإنسانية لقضية اللاجئين، وأما في اليمن فقد قامت بالتحقيق في الضربات الجوية.
اشتركت أسماء خليفة في تأسيس حركة المرأة الأمازيغية، وهي حملة فكرية للمساواة بين النساء الأمازيغيات، وسكان البلاد في شمال أفريقيا، وقد حصلت على الماجستير في رسالتها عن الفنون في السلام والصراعات، وقد منحت جائزة لوكسومبورغ للسلام في 25 مايو 2016، وهذا عن أعمالها في تعزيز السلام وحل النزاعات، وقد جاءت ضمن أكثر 100 شخصية أفريقية شابة مؤثرة لعام 2017، ومن أقوالها عن ليبيا: «إذا كنت تريد أن ترى الأمل في ليبيا مرة أخرى، لا بد من العمل من أجل ذلك»